# Apatlaco (estación)
Apatlaco es una de las estaciones que forman parte del Metro de la Ciudad de México, perteneciente a la Línea 8. Se ubica al oriente de la Ciudad de México, en la alcaldía Iztapalapa.

## Información general
El icono de la estación es una vivienda o templo azteca en cuyo interior se ve agua hirviendo, ya que Apatlaco es un término náhuatl cuyo significado es "lugar de baños medicinales".
La parada se ubica en las colonias Magdalena Atlazolpa, Nueva Rosita, Apatlaco y U.H. Los Picos.

## Afluencia
La estación se colocó en 2014 como la undécima más concurrida con un total de 4,214,453 de usuarios.
| Tipo de día   | Afluencia promedio |
| ------------- | ------------------ |
| Día festivo   | 7,495              |
| Día laboral   | 12,283             |
| Fin de semana | 10,122             |
| Anual         | 11,546             |

La siguiente tabla muestra la afluencia de la estación en los últimos 10 años:
| Afluencia Anual de Pasajeros | Afluencia Anual de Pasajeros | Afluencia Anual de Pasajeros | Afluencia Anual de Pasajeros | Afluencia Anual de Pasajeros | Afluencia Anual de Pasajeros |
| ---------------------------- | ---------------------------- | ---------------------------- | ---------------------------- | ---------------------------- | ---------------------------- |
| Año                          | Afluencia                    | A Diario                     | Ranking                      | Incremento                   | Ref.                         |
| 2023                         | 3,828,847                    | 10,489                       | 116°/195                     | +9.34%                       | [ 3 ]                        |
| 2022                         | 3,501,841                    | 9,594                        | 120°/175                     | -4.75%                       | [ 4 ]                        |
| 2021                         | 3,676,323                    | 10,072                       | 83°/195                      | +3.11%                       | [ 5 ]                        |
| 2020                         | 3,565,547                    | 9,741                        | 105°/195                     | -30.10%                      | [ 6 ]                        |
| 2019                         | 5,100,848                    | 13,974                       | 128°/195                     | +4.21%                       | [ 7 ]                        |
| 2018                         | 4,894,955                    | 13,410                       | 129°/195                     | -8.20%                       | [ 8 ]                        |
| 2017                         | 5,332,327                    | 14,609                       | 118°/195                     | +1.69%                       | [ 9 ]                        |
| 2016                         | 5,243,455                    | 14,326                       | 121°/195                     | +3.35%                       | [ 10 ]                       |
| 2015                         | 5,073,278                    | 13,899                       | 120°/195                     | +5.45%                       | [ 11 ]                       |
| 2014                         | 4,811,139                    | 13,181                       | 122°/195                     | +10.09%                      | [ 12 ]                       |

## Salidas de la estación
- Nororiente: Eje 3 Oriente Av. Francisco del Paso y Troncoso esquina Eje 5 Sur Avenida Santa María Purísima, Colonia Purísima Atlazolpa.
- Suroriente: Eje 3 Oriente Av. Francisco del Paso y Troncoso esquina Eje 5 Sur Avenida Santa María Purísima, Colonia Nueva Rosita.
- Norponiente: Eje 3 Oriente Av. Francisco del Paso y Troncoso esquina Eje 5 Sur Avenida Santa María Purísima, Colonia Apatlaco.
- Surponiente: Eje 3 Oriente Av. Francisco del Paso y Troncoso esquina Eje 5 Sur Avenida Santa María Purísima, Colonia Purísima Atlazolpa.